# 조미령 (1929년)
조미령(趙美鈴, 1929년 2월 4일 ~ )은 대한민국의 배우이다. 경상남도 마산시에서 태어났다.

## 생애
일찍이 아역 연극배우로 한국 최초의 연극 상설극장인 서울의 동양극장에서 활동하였는데, 8세 때 연극 《임자 없는 자식들》로 데뷔하였다고 알려져 있다.
1939년에 동양극장 전속 공연단체 중 하나인 극단 ‘청춘좌’에 들어가면서 본격적인 연기를 시작하였고, 1943년에는 동양극장 후반기 최대 히트작인 연극 《어머니의 힘》에 출연했다. 20세 때인 1948년, 이규환 감독의 작품 《갈매기》로 영화계에 입문하였다.
23세 때, 1934년에 동경유학생들이 조직했던 연극단체 '동경학생예술좌(東京學生藝術座)' 중심인물 중 한명이자 영화 《갈매기》의 기획을 맡았던 마산 출신 엘리트 연극인인 프로듀서 이철혁과 결혼하였다. 6.25 전쟁 직후인 1955년, 국도극장 단일관으로 13만명을 동원하는 기록적인 흥행을 기록한 전후최대흥행작 《춘향전》에서 성춘향 역할을 맡아 스타덤에 올랐다.
《춘향전》은 남편인 이철혁이 제작한 영화로 6.25 전쟁 직후 침체되어 있던 한국 상업영화가 부활하는 계기를 만들어 준 기념비적 작품이 되었는데, 여주인공 성춘향 역할을 맡았던 조미령은 단아하고 청순가련한 이미지로 큰 인기를 구가하게 되었다. 그 후 영화 《시집가는 날》(이병일 감독·1956년), 《10대의 반항》(김기영 감독·1959년), 《마부》(강대진 감독·1961년) 등에 출연하면서 1956년부터 1960년대까지 불세출의 은막 스타로 명성을 날린다. 그 중, 영화 《마부》는 제11회 베를린 영화제에서 은곰상을 받으면서 서구영화계에 한국영화의 위상을 알린 최초의 영화이기도 하다.
1969년 재혼한 재미교포 남편과 미국으로 떠나면서 연예계 은퇴를 하였고 미국으로 간 후 하와이에서 평온한 가정을 꾸며 슈퍼마켓을 운영하며 살았다. 조문진 감독의 권유로 영화 《두 아들 2》에 출연하기 위해 12년만인 1981년에 53세의 나이로 일시 귀국하였다.

## 출연 작품

### 영화
- 1955년 《춘향전》 ... 춘향 역
- 1956년 《교차로》
- 1956년 《단종애사》
- 1956년 《왕자 호동과 낙랑 공주》
- 1956년 《여성의 적》
- 1956년 《시집 가는 날》 ... 이쁜이 역
- 1957년 《여성 전선》
- 1957년 《배뱅이굿》
- 1957년 《아리랑》
- 1958년 《모정》
- 1958년 《나 혼자만이》
- 1958년 《사람 팔자 알 수 없다》
- 1958년 《자유 결혼》
- 1959년 《결혼 조건》
- 1959년 《구혼 결사대》
- 1959년 《나비 부인》
- 1959년 《10대의 반항》
- 1959년 《여사장》
- 1959년 《오 내 고향》
- 1959년 《이름 없는 별들》
- 1959년 《자나 깨나》
- 1959년 《장마루촌의 이발사》
- 1959년 《청춘 일기》
- 1959년 《홀쭉이 뚱뚱이 논산 훈련소에 가다》
- 1959년 《황금의 상처》
- 1959년 《흥부와 놀부》
- 1960년 《흙》
- 1960년 《경상도 사나이》
- 1960년 《대지의 어머니》
- 1960년 《해 떨어지기 전에》
- 1960년 《아들의 심판》
- 1960년 《바위고개》
- 1960년 《이별의 종착역》
- 1960년 《어느 여교사의 수기》
- 1960년 《지상의 비극》
- 1960년 《진주탑》
- 1960년 《박서방》
- 1960년 《슬픔은 강물처럼》
- 1960년 《황혼》
- 1960년 《무화과》
- 1960년 《천하태평》
- 1960년 《내 가슴에 그 노래를》
- 1960년 《아 백범 김구 선생》
- 1961년 《마부》
- 1961년 《노다지》 ... 웅칠의 아내 역
- 1961년 《격정가》
- 1961년 《밤은 통곡한다》
- 1961년 《별》
- 1961년 《불효자》
- 1961년 《사랑이 문을 두드릴 때》
- 1961년 《사형수의 딸》
- 1961년 《양산도》
- 1961년 《에밀레종》
- 1961년 《역부의 딸》
- 1961년 《이 순간을 위하여》
- 1961년 《일편단심》
- 1961년 《해바라기 가족》
- 1962년 《감나무골 공서방》
- 1962년 《견습 부부》
- 1962년 《골목 안 풍경》
- 1962년 《구름이 흩어질 때》
- 1962년 《귀향》
- 1962년 《그리움은 가슴마다》
- 1962년 《내일까지는 말하지 마라》
- 1962년 《대장화홍련전》
- 1962년 《부라보 청춘》
- 1962년 《사랑을 다시 하지 않으리》
- 1962년 《살아있는 그날까지》
- 1962년 《슬픔은 나에게만》
- 1962년 《아내를 빼앗긴 사나이》
- 1962년 《암행어사 박문수》
- 1962년 《여인천하》
- 1962년 《여자의 일생》
- 1962년 《인목대비》
- 1962년 《임자 없는 나룻배》
- 1962년 《천하일색 양귀비》
- 1962년 《하늘이 무너져도》
- 1962년 《성웅 이순신》
- 1963년 《아빠 안녕》
- 1963년 《가야의 집》
- 1963년 《내 아내가 최고야》
- 1963년 《뛰는 놈 위에 나는 놈》
- 1963년 《로맨스 가족》
- 1963년 《민들레꽃도 봄이면 핀다》
- 1963년 《사명당》
- 1963년 《아버지 결혼하세요》
- 1963년 《애정 300년》
- 1963년 《여자의 열쇠》
- 1963년 《재회》
- 1963년 《죽도록 사랑해서》
- 1963년 《한양에서 온 성춘향》
- 1963년 《후라이보이 무전여행기》
- 1964년 《니가 잘나 일색이냐》
- 1964년 《도심의 향가》
- 1964년 《신식 할머니》
- 1964년 《홀어머니》
- 1964년 《목단등기》
- 1965년 《두 아빠》
- 1965년 《막내딸》
- 1965년 《무명가의 지배자》
- 1965년 《밤에 핀 해바라기》
- 1965년 《비무장지대》
- 1965년 《여자의 길》
- 1965년 《울면서 한세상》
- 1965년 《정경부인》
- 1965년 《주홍 스카트》
- 1965년 《채홍사》
- 1966년 《긴 여로》
- 1966년 《나운규의 일생》
- 1966년 《눈물 젖은 왕관》
- 1966년 《뜬구름아 말 물어보자》
- 1966년 《사랑보다 강한 것》
- 1966년 《여자이기 때문에》
- 1966년 《유정》
- 1966년 《이혼 상담소》
- 1967년 《공주님의 짝사랑》
- 1967년 《공처가 삼대》
- 1967년 《보은의 기적》
- 1967년 《안방 마님》
- 1967년 《역마》
- 1968년 《남》
- 1968년 《대똘똘이의 모험》
- 1968년 《로맨스 마마》
- 1968년 《몽땅 드릴까요》
- 1969년 《눈 나리는 밤》
- 1969년 《신세 좀 지자구요》
- 1969년 《춘원 이광수》
- 1981년 《두 아들 2》

## 수상
- 1957년 제2회 금룡상 여우주연상[12] 《왕자 호동과 낙랑 공주》
- 1958년 제3회 부일영화상 여우주연상 《10대의 반항》
- 1959년 제3회 국제영화상 우수여자배우상[13]
- 1960년 문교부 우수국산영화상 조연여우상[14] 《10대의 반항》
- 1966년 제4회 청룡영화상 여우조연상 《나운규의 일생》

## 이혼소송 및 사기 피소
1962년, 여배우 조미령에게 남편 최씨를 빼앗겼다고 최씨의 아내 김씨가 서울지법에 이혼 및 위자료 청구소송을 내고 연이어 간통 및 폭행혐의 사실을 들어 서울지검에 형사고소를 제기하여 피소를 당했다. 그 해 12월, 피고인 조미령과 최씨가 위자료 60만원을 내기로 하면서 화해가 조성되어 지지부진한 위자료 청구소송 및 이혼소송이 일단락 되었다. 또한 세 갈래로 얽힌 간통, 폭행치상, 명예훼손 등 고소사건에 대해서도 당사자 세사람에 대해 정상을 참작하여 서울지검으로부터 불기소 처분이 내려졌다.
1966년 5월 19일에는 부부가 사기죄로 서울 지검에 피소되는 사건이 발생하였다. 충무로에 있는 통영공예사 대표 김씨에 따르면 '샌프란시스코에서 백화점을 5개 운영한다는 조미령의 남편 최씨가 나전칠기 등을 대신 미국에서 판매해주겠다고 속여 9천달러 어치를 보내게 한 후 대금을 지불하지 않았다'는 것이다. 그런데, 김씨가 샌프란시스코 주재 총영사관을 최씨의 신원을 조회한 결과 최씨는 백화점을 경영하고 있지 않으며 일정한 주소도 없이 전전한다는 사실이 밝혀졌다.
미국 시민권까지 얻고 미국 육군 대위로 제대한 최씨와 1963년에 결혼하여 4살 난 딸을 기르고 있었으나 1966년에 남편과 함께 사기죄로 기소된 와중에, 조미령이 남편 최씨를 상대로 이혼청구소송을 가정법원에 제기한 사실이 알려졌다. 한국에서 직장을 얻지 못한 최씨가 사업자금 마련을 위해 조미령의 집을 3백만원에 팔고 전처 소생 남매를 데리고 도미해버린 것이다.
1966년 9월, 조미령은 남편 최동원을 상대로 가정법원에 낸 이혼소송에서 승소하였다. 가정법원은 이혼청구 이유인 남편 최씨가 가정을 돌보지 않고 미국에 데려가겠다던 약속을 져버렸다는 주장을 인정하여 이혼을 허가하였다.